# Nouseva Suomi
Nouseva Suomi var en finländsk politisk samlingsrörelse som bildades i Helsingfors hösten 1940. 
Rörelsen var huvudsakligen ett verk av Akademiska Karelen-Sällskapets ordförande Vilho Helanen, som från sin position på den yttersta högerkanten närmade sig den liberala centern och socialdemokraterna. Nouseva Suomi och dess program, som var en av Helanen uppgjord syntes av de demokratiska partiernas program med åtskilligt nazistiskt långods, fick en hel del positiv publicitet i tidningspressen, men detta lyckades inte övertyga till exempel Agrarförbundet, där Helanens högerradikala förflutna och en punkt i programmet som antydde att en revision av statsskicket måhända var påkallad väckte misstro. Anmärkningsvärt är vidare, att organisationen ställde sig positiv inte bara till socialdemokraterna, utan även till samarbete över språkgränsen. Den livaktiga verksamheten avstannade dock när krigsförberedelserna kom igång på försommaren 1941.